# Zophorame simoni
Zophorame simoni is een spinnensoort uit de familie Barychelidae. De soort komt voor in Queensland.